# Alvvays
Alvvays ist eine kanadische Indie-Rock-Band aus Toronto.

## Geschichte
Die Band-Mitglieder Molly Rankin, Kerri MacLellan und Alec O’Hanley begannen bereits in der Highschool, gemeinsam Musik zu machen. Rankin, Tochter von John Morris Rankin (The Rankin Family), veröffentlichte 2010 eine Solo-EP mit dem Titel She, bevor sie schließlich mit MacLellan, O’Hanley sowie den neuen Band-Mitgliedern Brian Murphy und Phil MacIsaac Alvvays gründete.
Nachdem die Band bereits The Pains of Being Pure at Heart sowie Peter Bjorn and John bei Konzert-Tourneen begleitet hatte, wurde 2014 das gleichnamige Debütalbum Alvvays bei Polyvinyl Records veröffentlicht. Der Rolling Stone bezeichnete das Werk als ein „indie pop wonder“. Um das Album zu supporten, tourte die Band sehr viel, und trat unter anderem auf dem Glastonbury Festival und dem Coachella auf. In 2015 wurden sie für einen Juno Award in der Kategorie „Breakthrough Group of the Year“ nominiert.
Im gleichen Jahr fingen sie an, ihr zweites Album aufzunehmen. Ein paar der später auf dem Album vertretenen Songs, wurden bereits 2014 und 2015 live gespielt. Antisocialites wurde am 4. September 2017 veröffentlicht. Daraufhin tourte die Band durch Europa und Nordamerika, in Ländern wie Deutschland, UK und den Niederlanden. 2018 wurde Alvvays wieder für einen Juno Award nominiert, den sie dieses Mal auch in der Kategorie „Alternative Album of the Year“ gewannen.
In den nächsten Jahren wurde es sehr still um die Band, es wurden kaum neue Songs auf Tour vorgestellt, noch meldeten sie sich auf ihren Social-Media-Kanälen. Erst Anfang Juli 2022 gab die Band ein Lebenszeichen und kündigten ihr 3. Album Blue Rev für den 7. Oktober 2022 an. Außerdem klärten sie den Grund für die lange Pause: Bei Molly Rankin wurde eingebrochen und ein Haufen Demo Tapes gestohlen, der Keller, in dem sich viele ihrer Instrumente befanden, wurde geflutet und die Band verlor ihre Live-Mitglieder. Das Album erfreute sich großer Beliebtheit, es wurde sogar von bestimmten Musikzeitungen zum Album des Jahres 2022 gekürt. Außerdem gewann die Band mit diesem Album ihren zweiten Juno-Award, wieder in der Kategorie „Alternative Album of the Year“.

## Stil
Musikalisch erinnert der Indie-Rock von Alvvays an Bands wie Camera Obscura oder Best Coast. Zeit Online charakterisierte den Sound als „verträumten Gesang mit Surfgitarren“ und Fuzzpop.

## Diskografie
Alben
- 2014: Alvvays
- 2017: Antisocialites
- 2022: Blue Rev

Singles
- 2014: Archie, Marry Me (US: Gold)[13]